# كوينز بارك رينجرز
نادي كوينز بارك رينجرز لكرة القدم (بالإنجليزية: Queens Park Rangers Football Club)‏، (يشار إليه في العادة بلقب QPR)، نادي كرة قدم إنجليزي يقع في لندن، تأسس في 1882، يلعب حالياً في دوري البطولة الإنجليزية. في عام 2010 - 2011 للمرة الأولى منذ 15 سنة في عام.فاز بلقب دوري البطولة الإنجليزية 2010 - 2011 أبرز إنجازات الفريق هي الفوز بــ كأس الرابطة الإنجليزية للمحترفين 1967، والوصول إلى نهائي كأس الاتحاد الإنجليزي عام 1975 - 76. تم تأسيس نادي كوينز بارك رينجرز عام 1882، ألوان النادي الأساسية هي الأبيض والأرزق.

## التاريخ
تم تأسيس النادي في عام 1882 وتم تأسيسه في البداية باسم St Jude's merged with Christchurch Rangers شهدت بدايات النادي صعوبات في اللعب على ملعب واحد حيث أنه لعب في ما يقارب من 20 ملعب (رقم قياسي) حتى أستقر في لوفتس رود عام 1917. في عام 1960-1961 حقق الفريق أكبر فوز له بتاريخه على نادي ترانمير روفرز بنتيجة 9-2. وفي عام 1966-67 حقق كوينز بارك لقب كاس رابطة المحترفين وأصبح أول نادي في الدرجة الثالثة يحقق هذا اللقب في تاريخ 4 مارس، بفوزه على وست بروم 3-2. وهذه البطولة هي البطولة الوحيدة التي حققها كوينز بارك رينجرز حتى وقتنا هذا.

## لوفتس رود
لوفتس رود هو الملعب الخاص بنادي كوينز بارك رينجرز افتتح سنة 1904 يتمتع بارضية عشبية يقع بحي (South Africa Road, London, W12 7PA) ويتسع ل19100 مقعد
Loftus road Staduim